# Malmö förskönings- och planteringsförening

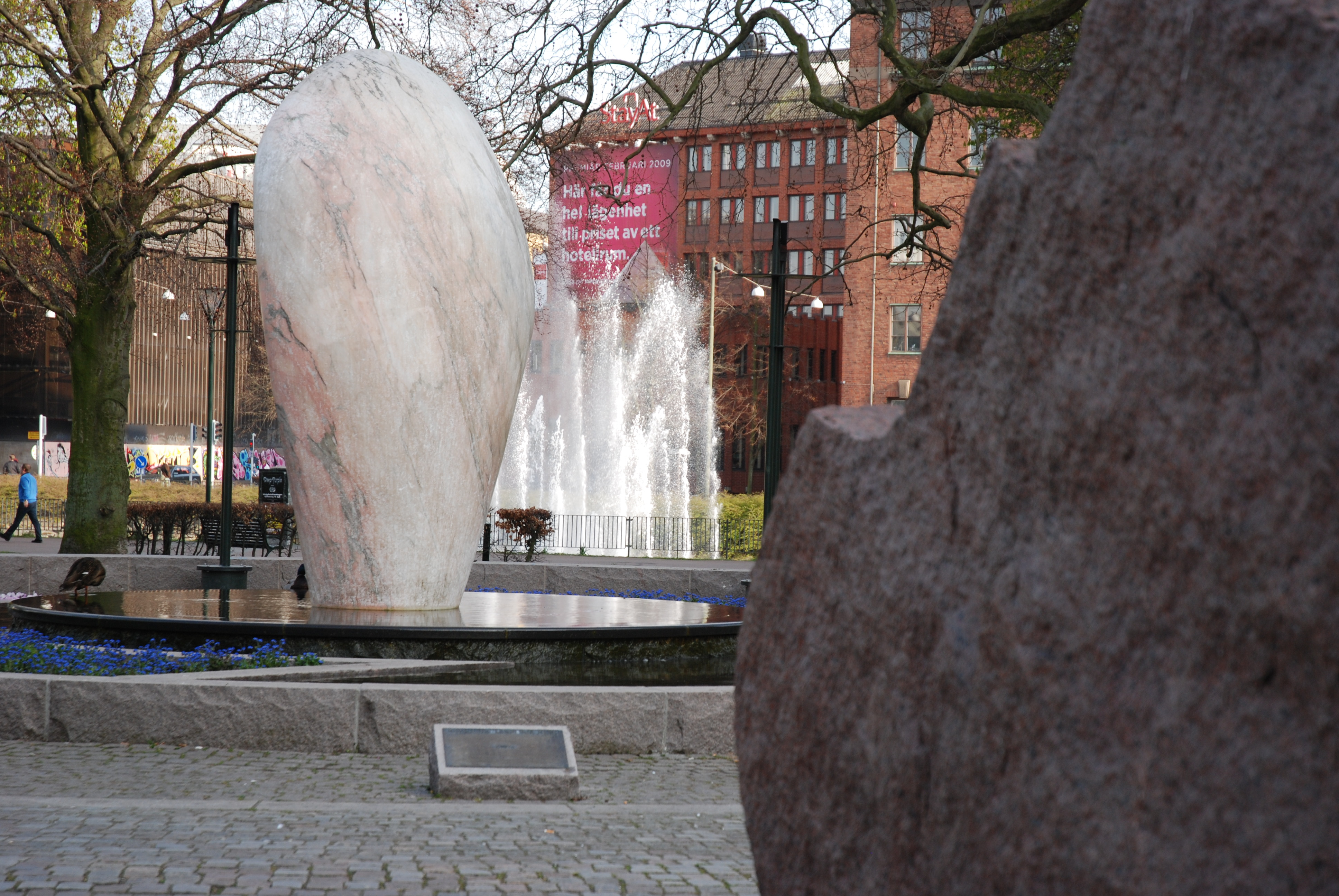
Pienza av Staffan Nihlén

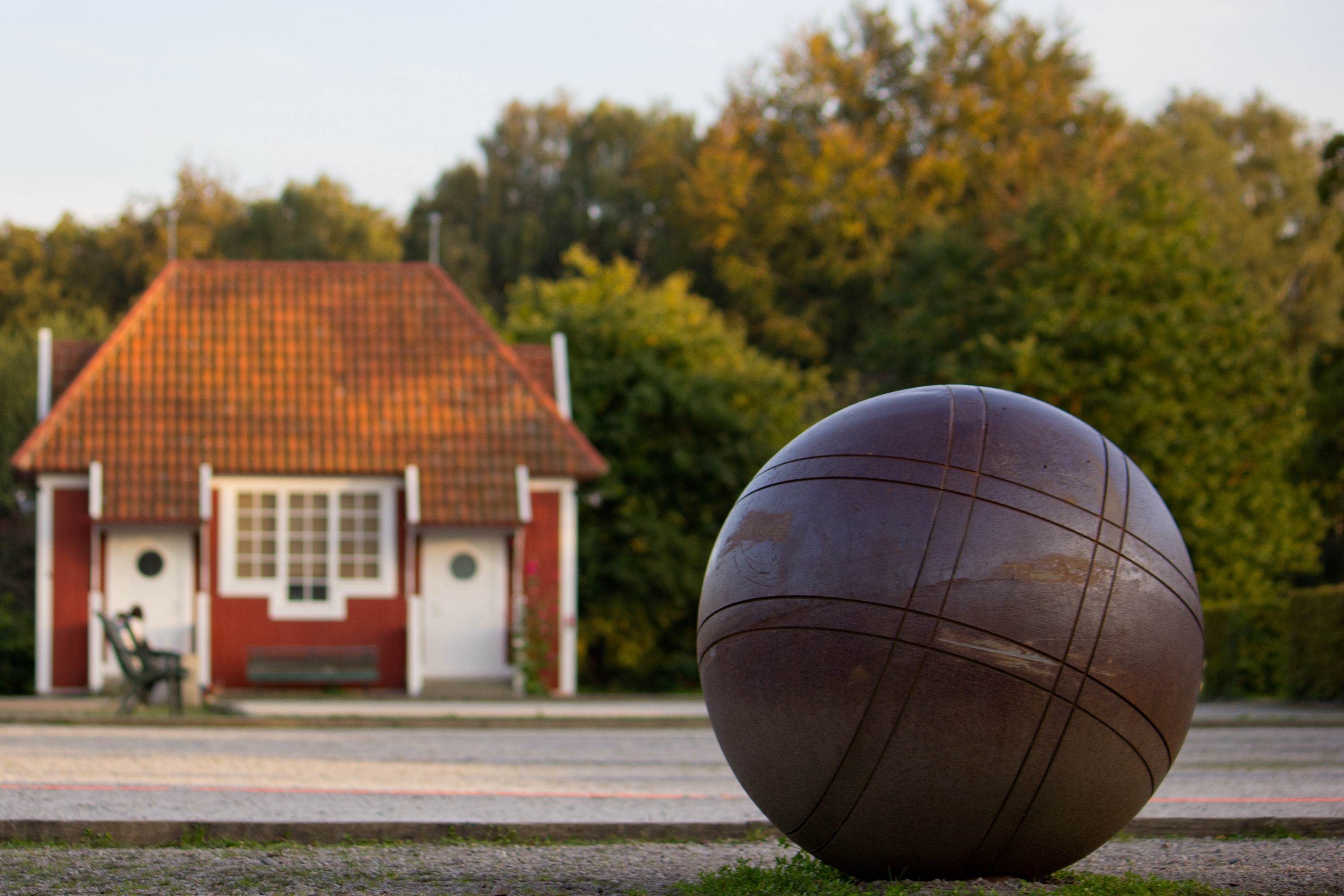
Acetylenpaviljongen från Baltiska utställningen

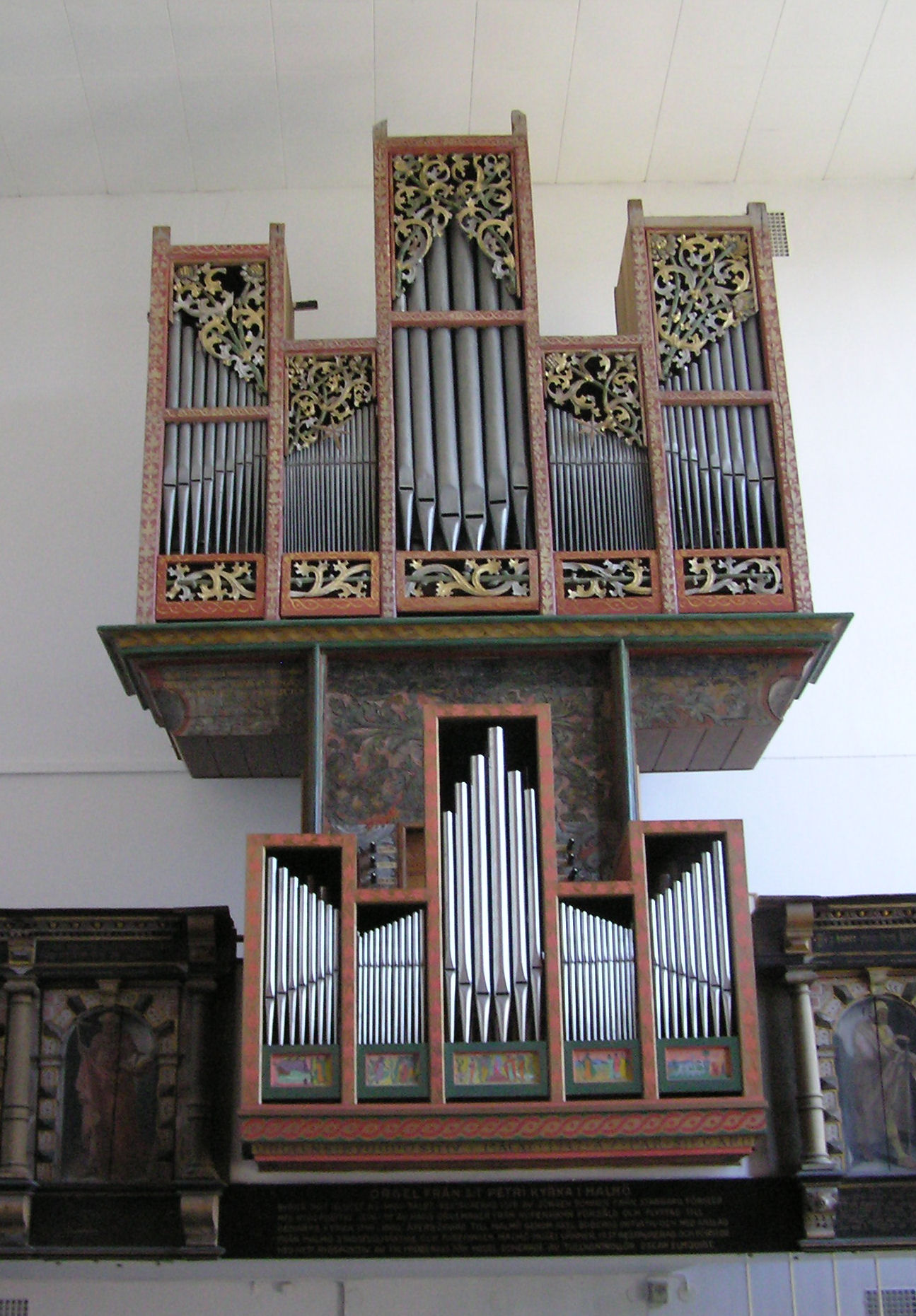
S:t Petris orgel i Skovgaard-salen i Malmöhus slott

Malmö förskönings- och planteringsförening är en ideell förening i Malmö, vilken finansierar kultur- och parkprojekt i Malmö.
Malmö förskönings- och planteringsförening bildades 1881 under namnet Kungsparkens paviljong Malmö Planteringsförening och har sedan dess i samarbete med Malmö kommun verkat för att göra staden "grönare, vackrare och hälsosammare". Initiativtagare var Gottfried Beijer.  Föreningen bytte till nuvarande namn omkring 1910.
Föreningen har bland annat bekostat inköp av skulpturer, renovering av byggnader och utgivandet av böcker.

## Projekt i urval
- Rubato - free flow, skulptur av Eva Hild framför Malmö Live 2015
- Styrutrustning för drift av vingar på Slottsmöllan, Malmö museer 2008
- Renovering av S:t Petris orgel i Skovgaard-salen i Malmöhus slott 2005
- Flyttning av Acetylenpaviljongen tillbaka från Ystad till Baltiska utställningens område i Pildammsparken, numera klubbhus för den lokala bouleklubben, Malmö gatukontor 2004

## Fotogalleri

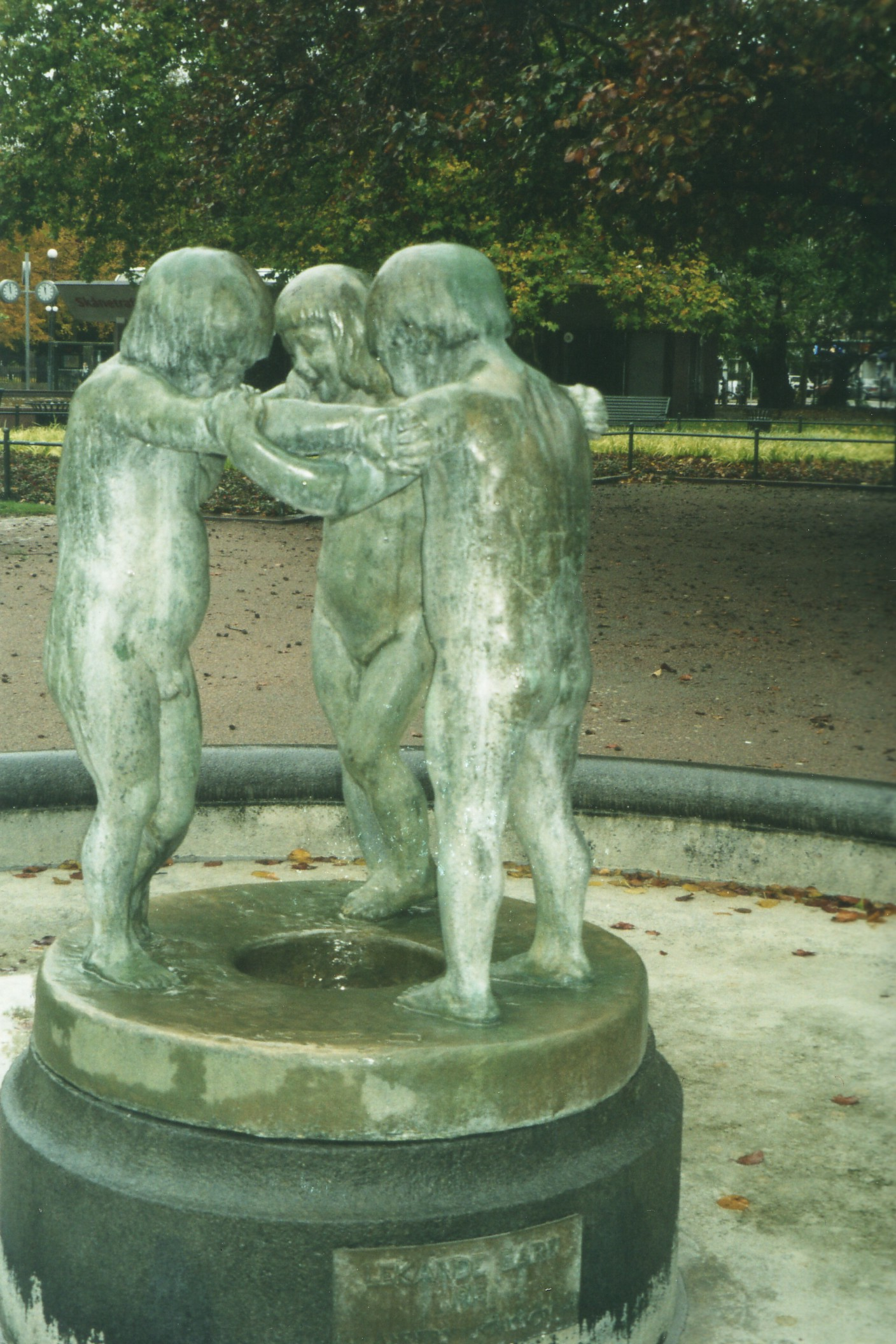
Lekande barn av Anders Jönsson
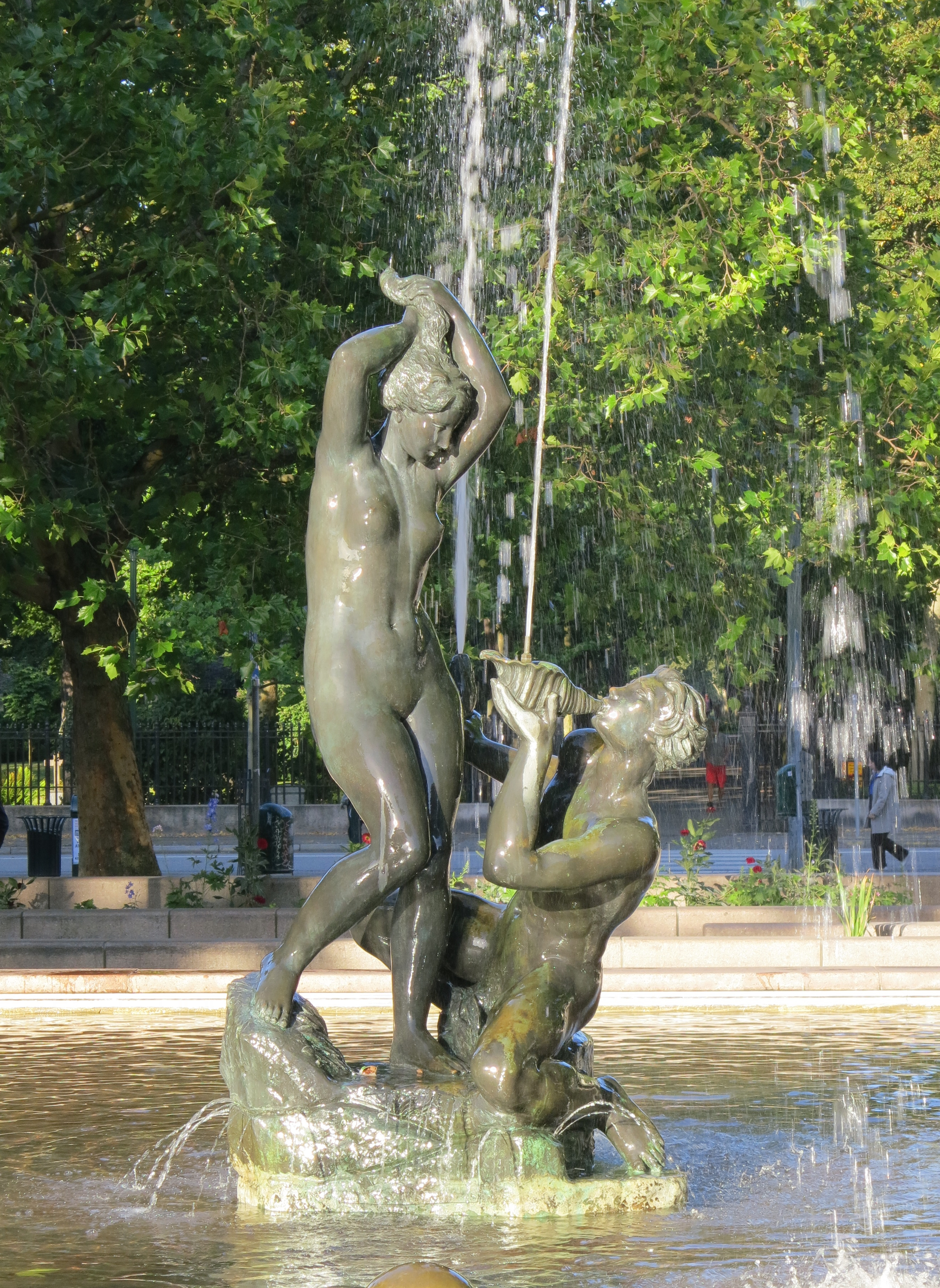
Öresund av Gerhard Henning
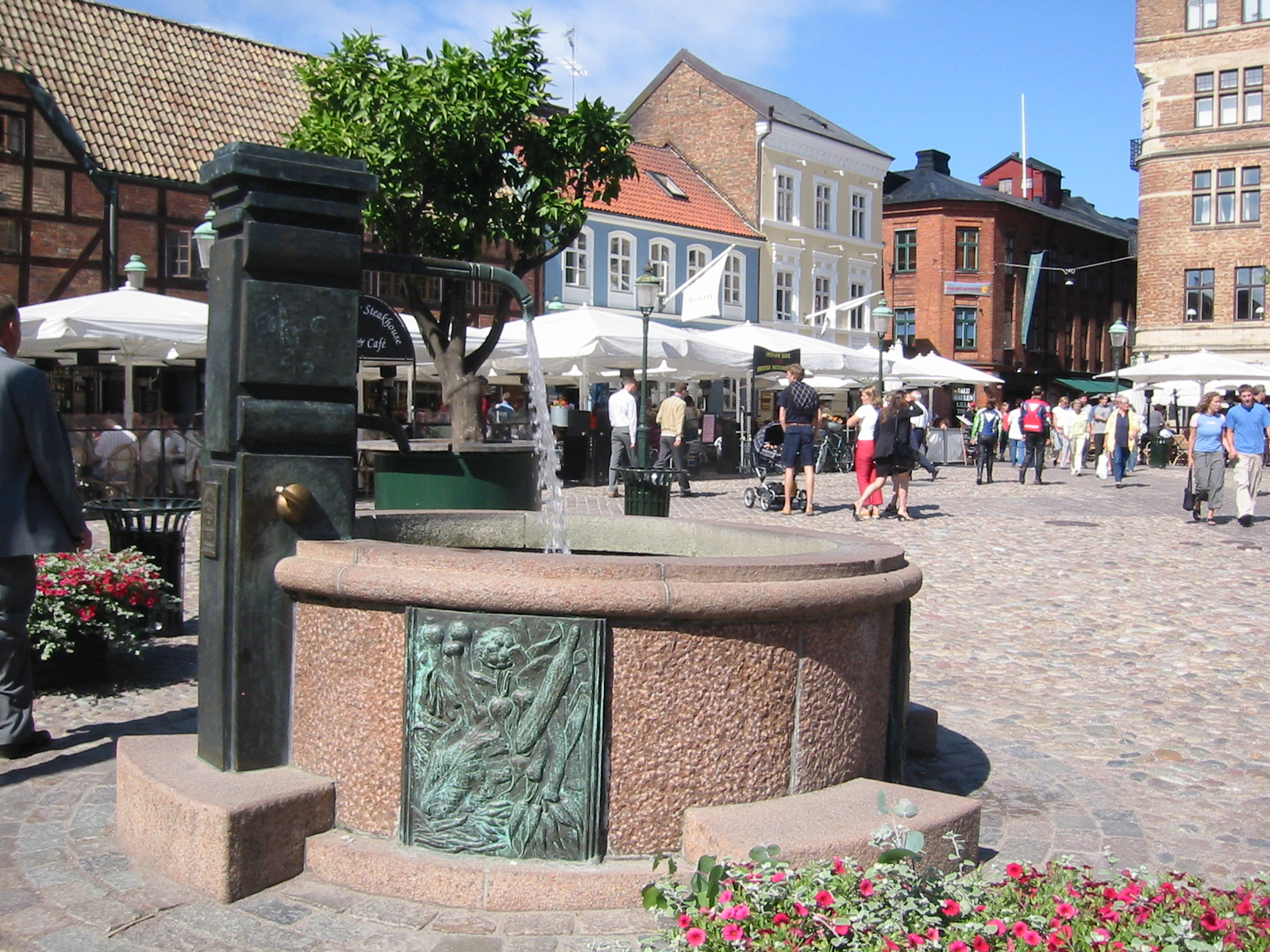
Samling vid pumpen av Thure Thörn
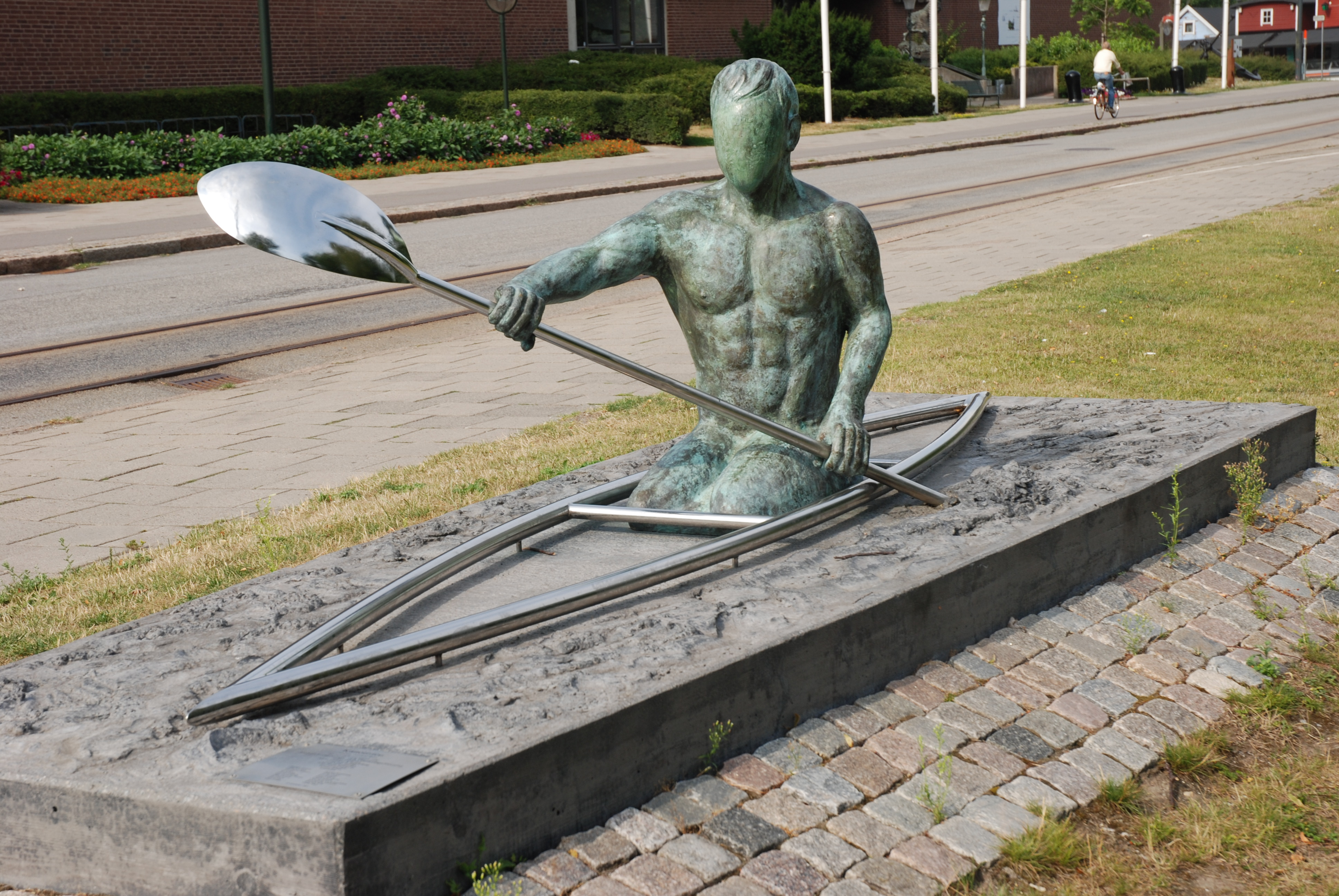
Kanotisten av Carl-Bertil_Widell
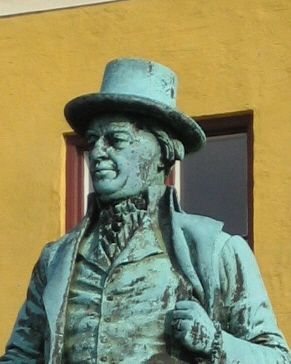
Frans Suell av Edvard Trulsson
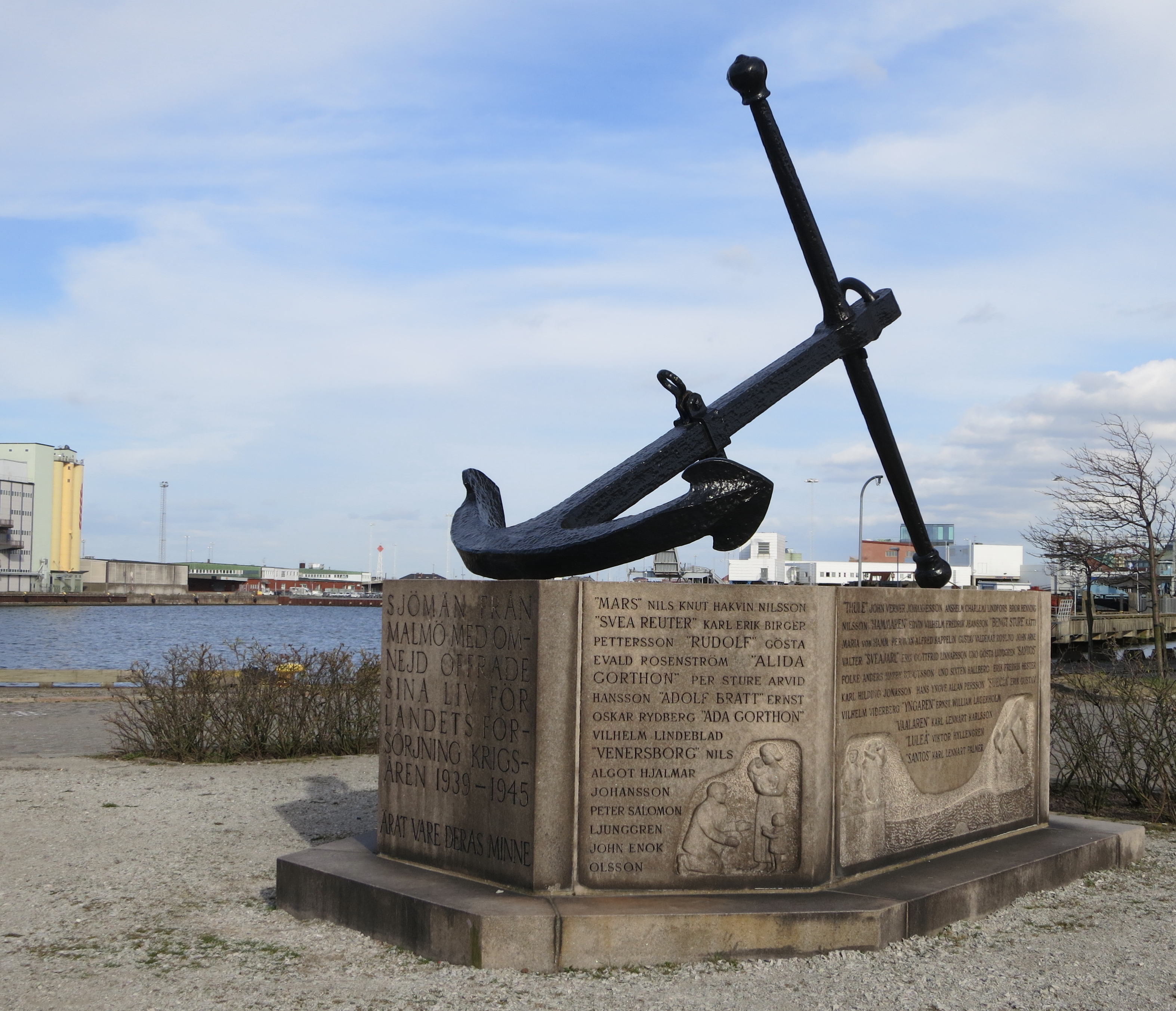
Monument över krigsförlista sjömän av Eiler Graebe
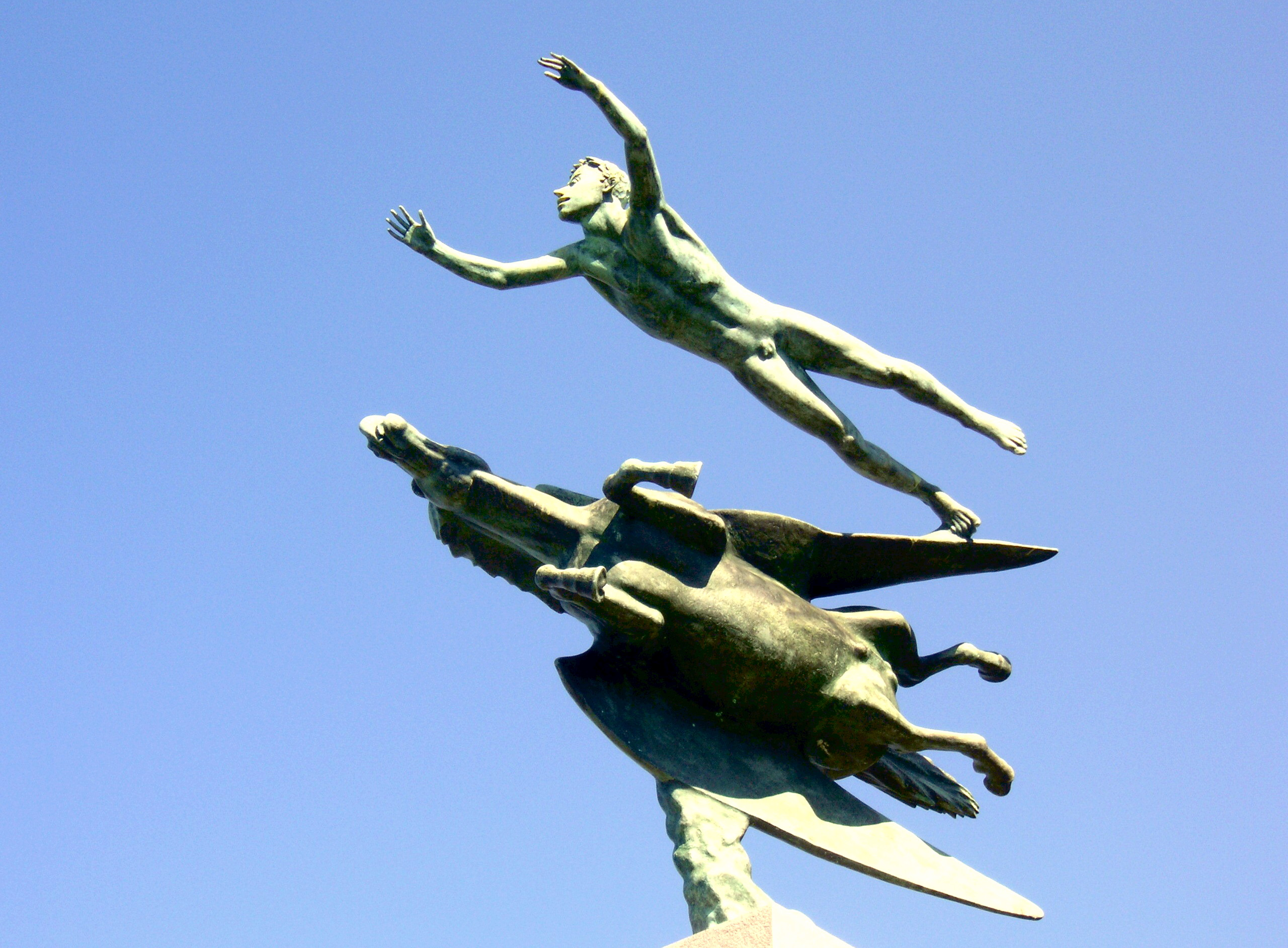
Människan och Pegasus av Carl Milles